# Flores para Algernon
Flowers for Algernon (bra/prt: Flores para Algernon) é um conto do autor americano Daniel Keyes, posteriormente expandido em um romance por ele e depois adaptado para cinema e outras mídias. O conto, escrito em 1958 e publicado pela primeira vez na edição de abril de 1959 da The Magazine of Fantasy & Science Fiction, ganhou o Prêmio Hugo de Melhor Conto em 1960. O romance foi publicado em 1966 e foi co-vencedor do Prêmio Nebula de Melhor Romance daquele ano (junto com Babel-17).
Algernon é um rato de laboratório que passou por uma cirurgia para aumentar sua inteligência. A história é contada por uma série de relatórios de progresso escritos por Charlie Gordon, a primeira cobaia humana submetida à cirurgia, e a história aborda temas éticos e morais, como o tratamento de deficientes mentais.
Embora o livro tenha sido frequentemente contestado para remoção de bibliotecas nos Estados Unidos e no Canadá, às vezes com sucesso, ele é frequentemente ensinado em escolas de todo o mundo e foi adaptado muitas vezes para televisão, teatro, rádio e também como o filme vencedor do Óscar Charly.

## História
As ideias para Flores para Algernon se desenvolveram ao longo de 14 anos e foram inspiradas por acontecimentos na vida de Keyes, começando em 1945 com o conflito de Keyes com seus pais, que insistiam em uma educação pré-médica, apesar de seu desejo de seguir a carreira de escritor. Keyes sentiu que sua educação estava criando uma barreira entre ele e seus pais, e isso o levou a pensar no que aconteceria se fosse possível aumentar a inteligência de uma pessoa. Com base nessas considerações, Keyes desenvolveu ainda mais as suas ideias para Flowers for Algernon, transformando o conceito inicial no que Keyes afirmou ser "uma tragédia clássica". Keyes, em seu livro de memórias de 1999, Algernon, Charlie and I: A Writer's Journey, explica mais sobre seu processo de escrita criativa e relata os principais pensamentos para a concepção de Flowers for Algernon. Ele disse que se inspirou no ditado de Aristóteles na Poética, que afirma que uma tragédia só pode ocorrer para os nobres, porque só se pode sofrer uma queda trágica de uma grande altura. O pensamento de Keyes foi: “vamos testar isso”. Assim, ele fez do personagem principal de sua história uma pessoa inicialmente "de origem inferior" (um jovem com deficiência mental), que depois se tornou um "de origem nobre" após os procedimentos de aprimoramento da inteligência. Seu objetivo era elevar tal personagem às alturas da genialidade ao custo de ser desconectado antes de perder tudo.
Um momento crucial ocorreu em 1957, quando Keyes ensinava inglês para alunos com necessidades especiais, e um deles perguntou se seria possível o aluno ser colocado em uma classe norma se ele se esforçasse e se tornasse inteligente. Keyes também testemunhou a mudança drástica em outro aluno com dificuldades de aprendizagem que regrediu depois de ter sido afastado das aulas regulares. Keyes disse que "Quando ele voltou para a escola, ele havia perdido tudo. Ele não sabia ler. Ele voltou a ser o que era. Foi de partir o coração."
Os personagens do livro foram baseados em pessoas da vida de Keyes. O personagem Algernon foi inspirado em uma aula de dissecação universitária, e o nome foi inspirado no poeta Algernon Charles Swinburne. Nemur e Strauss, os cientistas que desenvolvem a cirurgia de aprimoramento da inteligência na história, foram baseados em professores que Keyes conheceu enquanto estava na pós-graduação. Os eventos que Charlie vivencia também foram baseados na vida de Keyes, incluindo o teste de Rorschach e a frustração de Charlie com ele, que foi inspirada na experiência anterior de Keyes com o teste quando ele explorava as causas de sua ansiedade como estudante universitário. Enquanto desenvolvia sua história, ele transformou satiricamente seu frustrante orientado de testes e medições em Burt, o testador que também frustra Charlie.
Em 1958, Keyes foi abordado pela revista Galaxy Science Fiction para escrever uma história, momento em que os elementos de Flowers for Aglernon se encaixaram.
Quando a história foi submetida ao Galaxy, no entanto, o editor Horace Gold sugeriu mudar o final para que Charlie mantivesse sua inteligência, se casasse com Alice Kinnian e vivesse feliz para sempre. Keyes recusou-se a fazer a mudança e, em vez disso, vendeu a história para a The Magazine of Fantasy & Science Fiction.
Keyes trabalhou no romance expandido entre 1962 e 1965 e inicialmente tentou vendê-lo para a Doubleday, mas eles também queriam mudar o final. Novamente, Keyes recusou e devolveu o adiantamento à Doubleday. Cinco editoras rejeitaram a história ao longo de um ano até que ela foi publicada pela Harcourt em 1966.

## História de publicação
O conto "Flowers for Algernon" foi publicado pela primeira vez como conto principal na edição de abril de 1959 da The Magazine of Fantasy & Science Fiction.
 Foi posteriormente reimpresso em The Best from Fantasy and Science Fiction, 9ª série (1960), o Fifth Annual of the Year's Best Science Fiction (1960), Best Articles and Stories (1961), Literary Cavalcade (1961), The Science Fiction Hall of Fame, Volume One, 1929–1964 (1970), e The Magazine of Fantasy & Science Fiction: A 30-Year Retrospective (1980).
A Magazine of Fantasy & Science Fiction reimprimiu o conto original em sua edição de maio de 2000 junto com um ensaio intitulado "Algernon, Charlie and I: A Writer's Journey" pelo autor. A capa da revista anunciava a combinação com “Flores para Algernon / Daniel Keyes / a história e sua origem”.
O romance expandido foi publicado pela primeira vez em 1966 por Harcourt Brace com a brochura Bantam em 1968. Desde 1997, o romance não tinha esgotado desde sua publicação. Em 2004, foi traduzido para 27 idiomas, publicado em 30 países e vendido mais de 5 milhões de cópias.
O romance teve sua primeira edição brasileira em junho de 2018, traduzido por Luisa Geisler e publicado pela Editora Aleph. Em dezembro de 2022, uma edição foi lançada em Portugal pela Editora Relógio D'Água, com tradução de José Mario Silva.

## Sinopse
O conto e o romance compartilham muitos pontos de trama semelhantes, mas o romance expande significativamente o estado emocional em desenvolvimento de Charlie, bem como sua inteligência, suas memórias de infância e o relacionamento com sua família. Ambos são apresentados como uma série de entradas de diário ("relatórios de progresso") escritas pelo protagonista, Charlie Gordon. O estilo, a gramática, a ortografia e a pontuação desses relatórios refletem mudanças em seu crescimento mental e emocional.

### Conto
Charlie Gordon é um homem de 37 anos com QI de 68 que trabalha como zelador em uma fábrica. Em seu trabalho, seus principais "amigos" são seus colegas de trabalho Joe Carp e Frank Reilly, mas mal sabe ele que Joe e Frank frequentemente o intimidam e zombam dele pelas costas. Charlie frequenta um programa de alfabetização ministrado pela Sra. Kinnian na esperança de melhorar sua inteligência. Ele é selecionado para se submeter a uma técnica cirúrgica experimental para aumentar sua inteligência. A técnica já foi testada em vários animais não humanos; o grande sucesso foi com Algernon, um rato de laboratório. Embora estes testes tenham sido frutíferos, os resultados completos do procedimento eram desconhecidos. A cirurgia de Charlie também é um sucesso e seu QI triplica.
Com uma inteligência aumentada, ele percebe que seus colegas de fábrica, que ele pensava serem seus amigos, só gostavam de tê-lo por perto para poderem provocá-lo. Sua nova inteligência assusta seus colegas de trabalho, e eles iniciam uma petição para que ele seja demitido. Além disso, a perspectiva de Charlie sobre seus professores muda negativamente quando ele reconhece que o Dr. Nemur está apenas usando Charlie para avançar em sua carreira científica, em vez de altruisticamente ajudá-lo a se tornar mais inteligente. Mais tarde, Charlie demonstra coragem ao defender um lavador de pratos oligofrênico de 16 anos que é ridicularizado pelos clientes em um restaurante local. À medida que a inteligência de Charlie atinge o pico, a de Algernon diminui repentinamente. O rato perde a inteligência aumentada e a idade mental antes de morrer; Charlie o enterra no quintal de sua casa. Charlie percebe que seu aumento de inteligência também é temporário e que seu destino será o mesmo de Algernon. À medida que os efeitos de sua deterioração mental se tornam mais evidentes, ele encontra falhas no experimento, que chama de "Efeito Algernon-Gordon". Quando termina o seu trabalho, a sua inteligência regrediu ao seu estado original. Charlie está ciente e magoado com o que está acontecendo com ele, pois perde o conhecimento e a capacidade de ler e escrever. Ele retoma seu antigo emprego como zelador na fábrica e tenta voltar a ser como as coisas costumavam ser, mas não consegue suportar a pena e a culpa das pessoas ao seu redor, incluindo seus colegas de trabalho, sua senhoria e a Sra. Kinnian. Charlie afirma que planeja "ir embora" de Nova York, e seu último desejo é que alguém coloque flores no túmulo de Algernon.

### Romance
O romance abre com uma epígrafe retirada do Livro VII de A República de Platão:

Qualquer pessoa de bom senso se lembrará de que as desorientações dos olhos são de dois tipos e surgem de duas causas, ou por saírem da luz ou por entrarem na luz, o que é verdade tanto para o olho da mente quanto para o olho do corpo.
Charlie Gordon, 32 anos, demonstra um QI de 68. Seu tio providenciou para que ele tivesse um emprego braçal em uma padaria (não em uma fábrica), para que ele não tivesse que morar na Warren State Home and Training School, uma instituição estatal. Desejando melhorar, Charlie frequenta aulas de leitura e escrita, ministradas pela senhorita Alice Kinnian, no Beekman College Center for Retarded Adults. Dois pesquisadores de Beekman, Professor Nemur e Dr. Strauss, estão procurando uma cobaia humana para testar uma nova técnica cirúrgica destinada a aumentar a inteligência. Eles já realizaram a cirurgia em um rato chamado Algernon, resultando em uma melhora dramática em seu desempenho mental. Com base na recomendação de Alice e em sua motivação para melhorar, Nemur e Strauss escolhem Charlie em vez de alunos mais inteligentes para se submeter ao procedimento.
A operação foi bem-sucedida e o QI de Charlie chega a 185 durante os próximos três meses. Ao mesmo tempo, ele começa a relembrar sua infância e lembra que sua mãe, Rose, abusou dele fisicamente e desperdiçou dinheiro em tratamentos falsos para sua deficiência, enquanto sua irmã mais nova, Norma, se ressentia dele. À medida que a inteligência, a educação e a compreensão do mundo de Charlie aumentam, seu relacionamento com as pessoas se deteriora. Seus colegas de trabalho na padaria, que costumavam se divertir às suas custas, agora temem e se ressentem de sua inteligência crescente e convencem seu chefe a demiti-lo. Alice inicia um relacionamento com Charlie, mas termina com ele depois de perceber que não consegue mais se identificar com ele e afirma que sua inteligência mudou sua personalidade. Mais tarde, Charlie perde a confiança em Strauss e principalmente em Nemur, acreditando que eles o consideravam uma cobaia de laboratório e não um humano antes da operação. Durante uma convenção científica em Chicago, Charlie se sente humilhado ao ser tratado como um experimento e foge com Algernon em retaliação.
Depois de se mudar para Manhattan com Algernon, Charlie se envolve em um relacionamento com Fay Lillman, sua vizinha, que diminui sua solidão. Após um incidente com um ajudante de garçom deficiente, Charlie se inspira para continuar a melhorar o experimento de Nemur e Strauss e se candidata a uma bolsa. No entanto, ele percebe que Algernon está começando a se comportar de maneira irregular. Em sua pesquisa, ele descobre uma falha por trás do procedimento de Nemur e Strauss que indica que ele pode perder sua inteligência e possivelmente regredir ao seu estado anterior. Antes que isso aconteça, Charlie publica suas descobertas como o "efeito Algernon-Gordon", enquanto Algernon morre.
À medida que Charlie começa a regredir ao seu antigo estado mental, ele consegue um desfecho com sua família. Rose, que ainda mora na antiga casa da família no Brooklyn, desenvolveu demência e o reconhece apenas brevemente; seu pai Matt, que rompeu contato com a família anos antes, não o reconhece. Ele só consegue se reconectar com Norma, que agora cuida de Rose em seu bairro recém-deprimido, mas se recusa a ficar com eles. Charlie começa a namorar Alice novamente, mas sua frustração com o declínio da inteligência eventualmente faz com que ele termine seu relacionamento com ela e com o Dr. Strauss. Incapaz de suportar a ideia de ser dependente e receber pena de seus amigos e colegas de trabalho, ele decide morar na Warren State Home and Training School, onde ninguém sabe da operação. Num pós-escrito final de seus escritos, ele pede que alguém coloque flores no túmulo de Algernon, no quintal da antiga residência de Charlie.

## Estilo
Tanto o romance quanto o conto são escritos em estilo epistolar, reunindo os "relatórios de progresso" pessoais de Charlie, desde alguns dias antes da operação, até que ele regrediu ao seu estado original quase cinco meses depois. Inicialmente, os relatórios estão repletos de erros ortográficos básicos e frases construídas de maneira inadequada, refletindo a escrita de uma criança pequena. A história é contada do ponto de vista de Charlie, numa perspectiva de primeira pessoa, permitindo ao leitor ver através dos olhos de Charlie e ouvir cada pensamento. Keyes compartilha a importância disso em suas memórias: "Isso tinha que ser contado da perspectiva de Charlie. Tinha que ser na primeira pessoa, no ângulo do personagem principal - na mente de Charlie e através dos olhos de Charlie o tempo todo." Como um oligofrênico, Charlie é inicialmente um narrador não confiável que apresenta a história através de uma visão de mundo imatura; sua baixa inteligência compromete sua capacidade de compreender o mundo ao seu redor. Isso resulta em um caso de ironia dramática, já que os leitores costumam estar mais conscientes da situação de Charlie do que ele.
Após a operação, porém, os relatórios começam a mostrar melhorias marcantes na ortografia, gramática, pontuação e dicção, indicando um aumento na sua inteligência. À medida que sua inteligência melhora, a percepção de Charlie se amplia e ele percebe que as coisas são completamente diferentes do que ele imaginava. A consciência de Charlie aumenta para corresponder à do leitor e rapidamente a supera. Isso o transforma em um narrador confiável, capaz de fornecer todas as informações relevantes com precisão.
A regressão de Charlie é transmitida pela perda dessas habilidades. Em seu estado final, Charlie retorna a um estado de falta de confiabilidade; sua capacidade de narrar eventos com precisão diminuiu pela regressão. As diferenças polares no estilo de escrita enfatizam as mudanças que Charlie experimenta na operação e levam o leitor junto com o arco e crescimento/regressão de Charlie, bem como apoiam o contraste ao longo da história.

## Temas
Temas importantes em Flowers for Algernon incluem o tratamento dos deficientes mentais o impacto do conflito entre intelecto e emoção na felicidade, e como eventos no passado podem influenciar uma pessoa mais tarde em vida. Algernon é um exemplo de história que incorpora o tema da ficção científica da elevação.

## Recepção
Algis Budrys, da Galaxy Science Fiction, elogiou Flowers for Algernon pela representação realista de pessoas como "personagens completos". Afirmando em agosto de 1966 que Keyes publicou pouca ficção e não se sabia se publicaria mais, ele concluiu: "Se isto é um começo, então que começo, e se é o ponto alto de uma carreira muito curta, então que carreira". Em fevereiro de 1967, Budrys elegeu o livro como o melhor romance do ano.

### Prêmios
O conto original ganhou o Prêmio Hugo de Melhor Conto em 1960. O romance expandido foi co-vencedor do Prêmio Nebula de Melhor Romance em 1966, empatado com Babel-17 de Samuel R. Delany, e foi indicado ao Prêmio Hugo de Melhor Romance em 1967, perdendo para The Moon Is a Harsh Mistress por Robert A. Heinlein.
No final da década de 1960, os Escritores de Ficção Científica da América (SFWA) decidiram conceder prêmios Nebula retroativamente e votaram em suas histórias de ficção científica favoritas da era que terminava em 31 de dezembro de 1964 (antes da concepção do Prêmio Nebula). A versão em conto de Flowers for Algernon foi eleita a terceira entre 132 indicados e foi publicada no The Science Fiction Hall of Fame, Volume One, 1929–1964 em 1970. Keyes foi eleito Autor Emérito da SFWA em 2000 por fazer uma contribuição significativa à ficção científica e à fantasia, principalmente como resultado de Flowers for Algernon.

### Censura
Flowers for Algernon está na lista da American Library Association dos 100 livros mais frequentemente contestados de 1990–1999, no número 43. As razões para os desafios variam, mas geralmente centram-se nas partes do romance em que Charlie luta para compreender e expressar seus desejos sexuais. Muitos dos desafios não tiveram sucesso, mas o livro foi ocasionalmente removido das bibliotecas escolares, incluindo algumas na Pensilvânia e no Texas.
Em janeiro de 1970, o conselho escolar de Cranbrook, Colúmbia Britânica, bem como o de Calgary, Alberta, removeu o romance Flowers for Algernon do currículo local de 14 a 15 anos e da biblioteca escolar, depois que um pai reclamou que a obra era "imundo e imoral ". O presidente da Federação de Professores da Colúmbia Britânica criticou a ação. Flowers for Algernon fazia parte da lista de livros aprovados do Departamento de Educação da Colúmbia Britânica para a nona série e foi recomendado pela Associação Secundária de Professores de Inglês da Colúmbia Britânica. Um mês depois, o conselho reconsiderou e devolveu o livro à biblioteca; porém, não retiraram a sua proibição do currículo.

### Influência
Flowers for Algernon foi a inspiração para trabalhos que incluem o álbum A Curious Feeling do tecladista do Genesis, Tony Banks. Também inspirou a obra de dança moderna Holeulone de Karine Pontiès, de 2006, que ganhou o Prix de la Critique de la Communauté française de Belgique de melhor peça de dança. Um episódio de 2001 da série de TV Os Simpsons intitulado "HOMR" tem um enredo semelhante ao do romance. Um episódio de 2013 da série de TV It's Always Sunny in Philadelphia intitulado "Flowers for Charlie" é fortemente baseado no romance. O nome Algernon inspirou o autor Iain Cameron Williams a criar sua obra poética The Empirical Observations of Algernon depois que o pai de Williams o apelidou de Algernon quando adolescente (retirado de Flowers for Algernon) devido à natureza altamente curiosa de seu filho.

### Resposta crítica
Como um romance, Flowers for Algernon é considerado à frente de seu tempo. O crítico Mike Ryder o descreveu como "um romance complexo e profundamente comovente que se envolve ativamente com conceitos biopolíticos e subjetividades amorfas, misturando o humano, o animal e a máquina", ligando o romance à filosofia de Gilles Deleuze e Giorgio Agamben.

## Adaptações

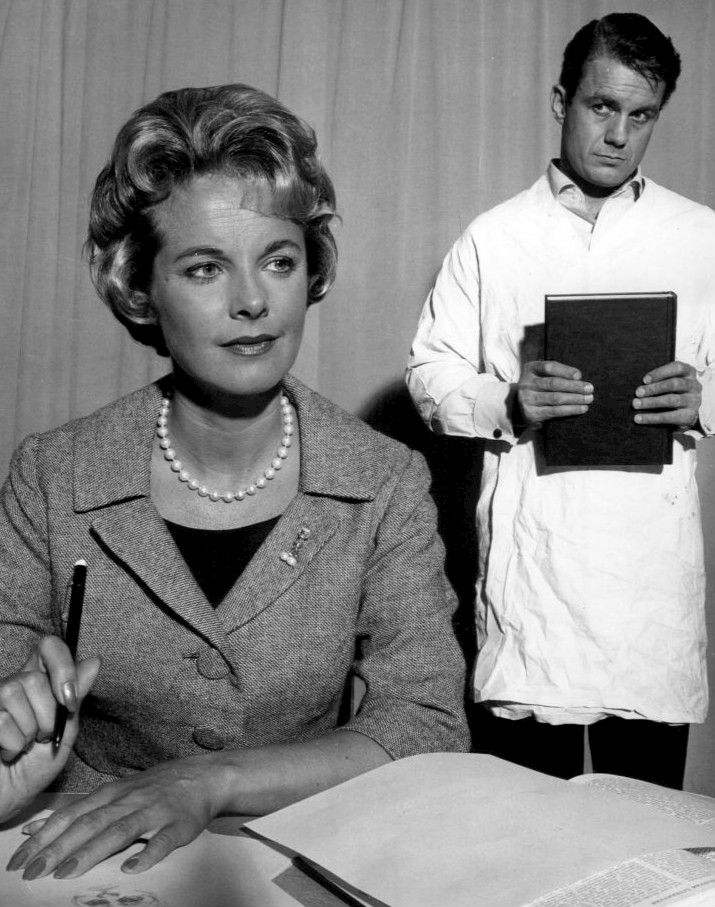
Mona Freeman (Alice) e Cliff Robertson (Charlie Gordon) em "The Two Worlds of Charlie Gordon", uma apresentação de 1961 do The United States Steel Hour. Robertson reprisou seu papel no filme Charly.

Flowers for Algernon foi adaptado muitas vezes para diferentes tipos de mídias, incluindo palco, tela e rádio. Essas adaptações incluem:
- Um episódio de 1961 do drama de televisão The United States Steel Hour, "The Two Worlds of Charlie Gordon", estrelado por Cliff Robertson.[47][48]
- Um filme de 1968, Charly, também estrelado por Cliff Robertson, pelo qual ganhou o Oscar de Melhor Ator.[47][49]
- Uma peça teatral de 1975, Entaha El-Dars Ya Ghabi ( A aula acabou, idiota) do ator egípcio Mohamed Sobhi.
- Uma peça teatral de 1969, Flowers for Algernon, de David Rogers.[47][50]
- Um musical de palco de 1978, Charlie and Algernon, de David Rogers e Charles Strouse.[47][51][52]
- Uma ópera rock de 1979, A Curious Feeling de Tony Banks.[53]
- Uma peça de rádio de 1991, Flowers for Algernon, para a BBC Radio 4 estrelada por Tom Courtenay.[54]
- Um episódio de 1991 da série de televisão Star Trek: The Next Generation, "The Nth Degree".
- Um filme para televisão de 2000, Flowers for Algernon, estrelado por Matthew Modine.
- Um episódio de 2001 da série de televisão Os Simpsons, "HOMR".
- Um episódio de 2001 da série de televisão The Invisible Man, "Flowers for Hobbes".
- Uma história em quadrinhos do Homem-Aranha de 2001, "Flowers for Rhino", de Peter Milligan e Duncan Fregredo.
- Um drama japonês de 2002, Algernon ni Hanataba o para a Fuji Television, estrelado por Yūsuke Santamaria.
- Um filme para a televisão francesa de 2006, Des fleurs pour Algernon .
- Um episódio de 2013 da série de televisão It's Always Sunny in Philadelphia, "Flowers for Charlie".
- Um episódio de 2013 da série de televisão The League, "Flowers for Taco".
- Um drama japonês de 2015, Algernon ni Hanataba o para Tokyo Broadcasting System, estrelado por Yamashita Tomohisa e Chiaki Kuriyama.
- Um episódio de 2020 da série de televisão Curb Your Enthusiasm, " Beep Panic ".

Outras adaptações para teatro e rádio foram produzidas na França (1982), Irlanda (1983), Austrália (1984), Polônia (1985), Japão (1987, 1990) e Tchecoslováquia (1988).